# Bahnstrecke Brattleboro–Windsor
| Gesellschaft: | NECR                 |                                                    |                                                    |
| Mitbenutzung: | Amtrak, PAR          |                                                    |                                                    |
| Streckenlänge: | ca. 78 km            |                                                    |                                                    |
| Spurweite: | 1435 mm (Normalspur) |                                                    |                                                    |
| |                      |                                                    |                                                    |
| Gleise: | 1                    |                                                    |                                                    |
| \| \| \| \| \| \| \| \| von New London \| \| \| \| \| von Dole Junction \| \| \| \| 0,00 \| Brattleboro VT (Amtrak) \| Brattleboro VT (Amtrak) \| \| \| \| nach South Londonderry \| \| \| \| 7,77 \| Dummerston VT \| Dummerston VT \| \| \| 14,58 \| Putney VT \| Putney VT \| \| \| 18,97 \| East Putney VT \| East Putney VT \| \| \| 29,37 \| Grout VT \| Grout VT \| \| \| 32,09 \| Westminster VT \| Westminster VT \| \| \| \| Tunnel (85,5 m)[3] \| \| \| \| 33,49 \| Bellows Falls VT (Amtrak) \| Bellows Falls VT (Amtrak) \| \| \| \| Verbindungsgleis Richtung Burlington \| \| \| \| \| nach Burlington und South Ashburnham \| \| \| \| \| Connecticut River \| \| \| \| \| North Walpole NH \| \| \| \| 43,45 \| South Charlestown NH \| South Charlestown NH \| \| \| 49,76 \| Charlestown NH \| Charlestown NH \| \| \| \| nach Springfield \| \| \| \| 58,42 \| North Charlestown NH \| North Charlestown NH \| \| \| \| von Concord \| \| \| \| 65,98 \| Claremont NH (Amtrak), (früher Claremont Junction) \| Claremont NH (Amtrak), (früher Claremont Junction) \| \| \| 68,99 \| West Claremont NH \| West Claremont NH \| \| \| 73,16 \| Balloch NH \| Balloch NH \| \| \| \| Connecticut River (frühere Eigentumsgrenze BM/CV) \| \| \| \| 78,74 \| Windsor-Mt. Ascutney VT (Amtrak) \| Windsor-Mt. Ascutney VT (Amtrak) \| \| \| \| nach Burlington \| \| |                      |                                                    |                                                    |
| |                      |                                                    |                                                    |
| Strecke |                      | von New London                                     | von New London                                     |
| Abzweig geradeaus und ehemals von rechts |                      | von Dole Junction                                  | von Dole Junction                                  |
| Bahnhof | 0,00                 | Brattleboro VT (Amtrak)                            | Brattleboro VT (Amtrak)                            |
| Abzweig geradeaus und ehemals nach links |                      | nach South Londonderry                             | nach South Londonderry                             |
| ehemaliger Bahnhof | 7,77                 | Dummerston VT                                      | Dummerston VT                                      |
| Dienststation / Betriebs- oder Güterbahnhof | 14,58                | Putney VT                                          | Putney VT                                          |
| ehemaliger Bahnhof | 18,97                | East Putney VT                                     | East Putney VT                                     |
| ehemaliger Haltepunkt / Haltestelle | 29,37                | Grout VT                                           | Grout VT                                           |
| ehemaliger Bahnhof | 32,09                | Westminster VT                                     | Westminster VT                                     |
| Tunnel |                      | Tunnel (85,5 m)                                    | Tunnel (85,5 m)                                    |
| Bahnhof | 33,49                | Bellows Falls VT (Amtrak)                          | Bellows Falls VT (Amtrak)                          |
| Abzweig geradeaus und nach links |                      | Verbindungsgleis Richtung Burlington               | Verbindungsgleis Richtung Burlington               |
| Kreuzung |                      | nach Burlington und South Ashburnham               | nach Burlington und South Ashburnham               |
| Brücke über Wasserlauf |                      | Connecticut River                                  | Connecticut River                                  |
| Dienststation / Betriebs- oder Güterbahnhof |                      | North Walpole NH                                   | North Walpole NH                                   |
| ehemaliger Haltepunkt / Haltestelle | 43,45                | South Charlestown NH                               | South Charlestown NH                               |
| Dienststation / Betriebs- oder Güterbahnhof | 49,76                | Charlestown NH                                     | Charlestown NH                                     |
| Abzweig geradeaus und ehemals nach links |                      | nach Springfield                                   | nach Springfield                                   |
| ehemaliger Bahnhof | 58,42                | North Charlestown NH                               | North Charlestown NH                               |
| Abzweig geradeaus und von rechts |                      | von Concord                                        | von Concord                                        |
| Bahnhof | 65,98                | Claremont NH (Amtrak), (früher Claremont Junction) | Claremont NH (Amtrak), (früher Claremont Junction) |
| ehemaliger Haltepunkt / Haltestelle | 68,99                | West Claremont NH                                  | West Claremont NH                                  |
| ehemaliger Haltepunkt / Haltestelle | 73,16                | Balloch NH                                         | Balloch NH                                         |
| Grenze auf Brücke über Wasserlauf |                      | Connecticut River (frühere Eigentumsgrenze BM/CV)  | Connecticut River (frühere Eigentumsgrenze BM/CV)  |
| Bahnhof | 78,74                | Windsor-Mt. Ascutney VT (Amtrak)                   | Windsor-Mt. Ascutney VT (Amtrak)                   |
| Strecke |                      | nach Burlington                                    | nach Burlington                                    |

Die Bahnstrecke Brattleboro–Windsor ist eine Eisenbahnverbindung in New Hampshire und Vermont (Vereinigte Staaten). Sie ist bis zur ehemaligen Eigentumsgrenze kurz vor Windsor etwa 78 Kilometer lang und verbindet die Städte Brattleboro, Bellows Falls, Charlestown, Claremont und Windsor. Die Strecke gehört der New England Central Railroad, die zusammen mit den Pan Am Railways den Güterverkehr auf der Strecke betreibt. Amtrak benutzt die Strecke für ihren Expresszug Vermonter.

## Geschichte
Die Bahnstrecke ist die nördliche Verlängerung der Ende der 1840er Jahre in Bau befindlichen Strecke von Fitchburg der Vermont and Massachusetts Railroad im Tal des Connecticut River. In Windsor sollte sie an die ebenfalls im Bau befindliche Bahnstrecke Windsor–Burlington der Vermont Central Railroad anschließen. 1846 wurde in New Hampshire die Sullivan Railroad und 1848 in Vermont die Vermont Valley Railroad (VVR) gegründet. Im Frühjahr 1847 begannen die Bauarbeiten. Erst am 4. Januar 1849 ging der erste Abschnitt von Bellows Falls nach Charlestown in Betrieb, anfangs ohne Anschluss an andere Eisenbahnen. Am 5. Februar erreichte die Sullivan County die Brücke über den Connecticut bei Windsor, der die Staatsgrenze nach Vermont und somit die Eigentumsgrenze zur Vermont Central Railroad markierte. Noch im gleichen Jahr eröffneten andere Gesellschaften zwei Bahnstrecken nach Bellows Falls und auch die Vermont Central nahm den Betrieb auf. Der Lückenschluss zwischen Brattleboro und Bellows Falls erfolgte erst in der zweiten Hälfte des Jahres 1851 durch die Eröffnung der Vermont Valley Railroad.
Von Anfang an führte die Vermont Central, ab 1873 unter dem Namen Central Vermont Railroad (CV), den Betrieb auf der Gesamtstrecke, die Eigentums- und Pachtverhältnisse in dieser Zeit waren jedoch weitaus komplizierter. 1861 pachtete zunächst die VVR die Strecke der Sullivan Railroad. Dies hatte nur bis 1866 Bestand. 1865 wurde die Strecke von Brattleboro nach Bellows Falls durch zwei Unternehmer gepachtet, die die Bahnstrecke Bellows Falls–Burlington in Besitz hatten. 1871 übernahm die Rutland Railroad diesen Vertrag und führte zeitweilig auf dem Abschnitt gemeinsam mit der CV den Betrieb. Die Vermont Central pachtete ihrerseits von 1866 bis 1876 die Sullivan-Strecke, die Sullivan Railroad wurde jedoch gleichzeitig an die Northern Railroad of New Hampshire verkauft. Nach einer Umgründung der VVR wurden 1877 die Pachtverträge mit der Rutland aufgelöst und stattdessen übernahm die Connecticut River Railroad die Kontrolle über die gesamte Strecke. Diese Gesellschaft war aber ihrerseits durch die Boston and Maine Railroad gepachtet worden, die nun die Betriebsführung gemeinsam mit der CV übernahm. Eigentümer der Strecke waren nach wie vor die VVR für den Teil in Vermont und die inzwischen in Sullivan County Railroad umgegründete Gesellschaft in New Hampshire. 1880 erwarb schließlich die VVR die Sullivan County von der Northern Railroad, sodass die Gesamtstrecke nun im Besitz der VVR war. Die Gesamtbetriebsführung über die Strecke oblag ab 1900 der Boston&Maine, die mit der CV eine gemeinsame Nutzung vereinbart hatte. 1925 ergab sich eine weitere Änderung, als die Boston&Maine den Pachtvertrag über die Bahnstrecke von der Connecticut River übernahm. Ab 1949 gehörte die Strecke schließlich der Boston&Maine, nachdem die VVR und die Sullivan County aufgelöst worden waren. 
Im September 1966 endete der Expressverkehr nach Montreal, was zunächst die Einstellung des Personenverkehrs über die Bahnstrecke bedeutete. Erst 1972 führte Amtrak den Expresszugverkehr von Washington nach Montreal über die Strecke wieder ein. Einmal täglich verkehrte der Montrealer auf dieser Relation. 1983 übernahm die Guilford Transportation – weiterhin gemeinsam mit der CV – die Betriebsführung auf der Strecke, nachdem sie die Boston&Maine übernommen hatte. Da die Gleisverhältnisse auf der Strecke schlecht waren, hatte die Amtrak am 5. April 1987 den Montrealer einstellen müssen. Im folgenden Jahr erwarb die Amtrak auf Anweisung der Interstate Commerce Commission die Strecke. Bereits am 9. September 1988 verkaufte sie die Strecke weiter an die Central Vermont Railroad. Nach einer umfassenden Erneuerung der Gleisanlagen, die vom Eigentümer der CV, der Canadian National Railway, finanziert wurde, konnte im Juli 1989 der Personenverkehr wieder aufgenommen werden.
Nach einem Streit über die Mitbenutzungsrechte mit der Guilford Transportation verkaufte diese alle noch in ihrem Besitz befindlichen Gebäude an der Strecke an die Central Vermont. 1994 erwarb die New England Central Railroad (NECR), eine Tochtergesellschaft von RailAmerica die Strecke und räumte der Guilford, die seit 2006 unter dem Namen Pan Am Railways firmiert, ein Mitbenutzungsrecht ein. Der Montrealer wurde 1995 durch den Vermonter ersetzt, nachdem die Zugleistungen zwischen St. Albans und Montreal aufgegeben wurden.

## Streckenbeschreibung

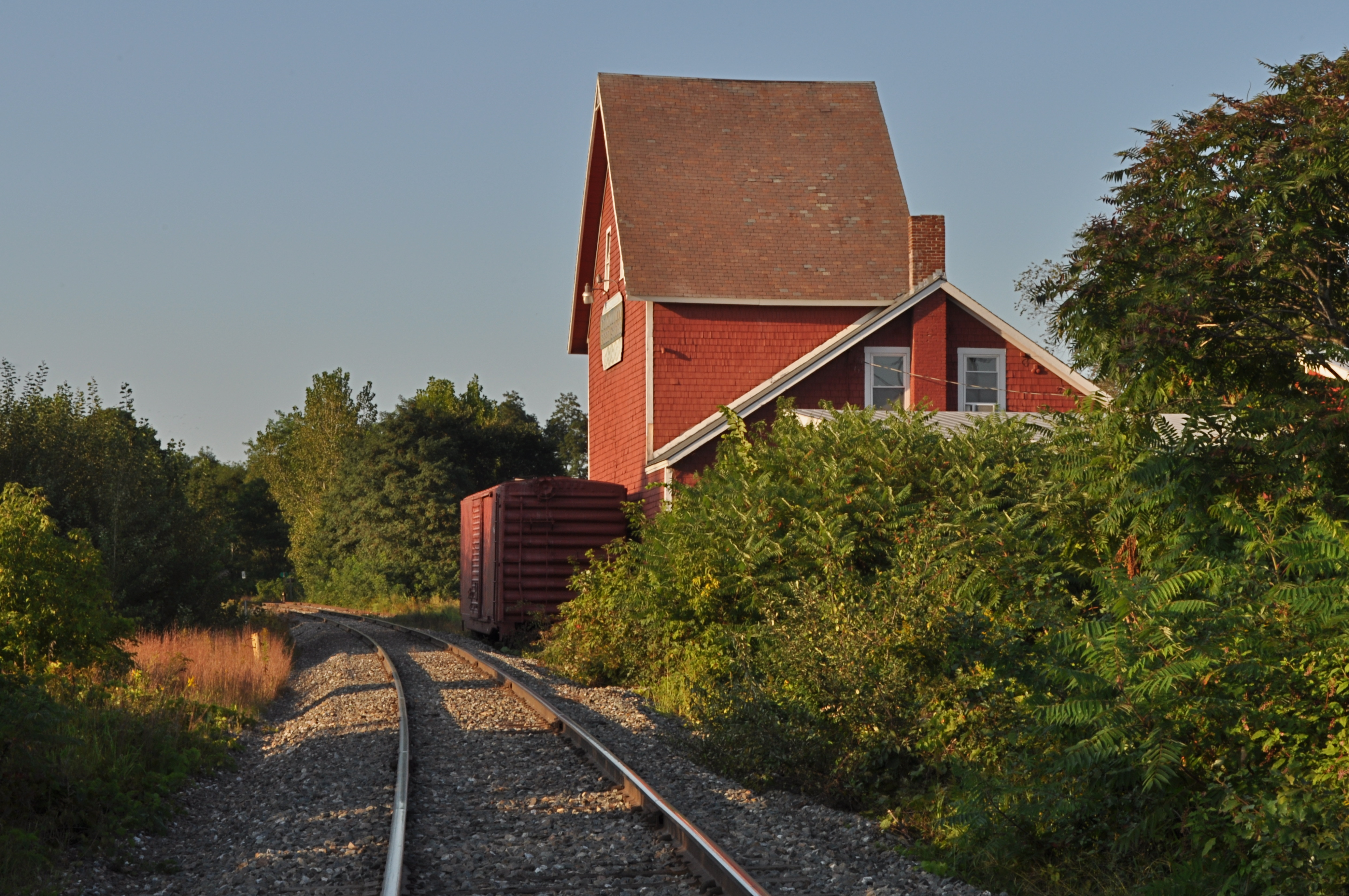
Strecke in Westminster.

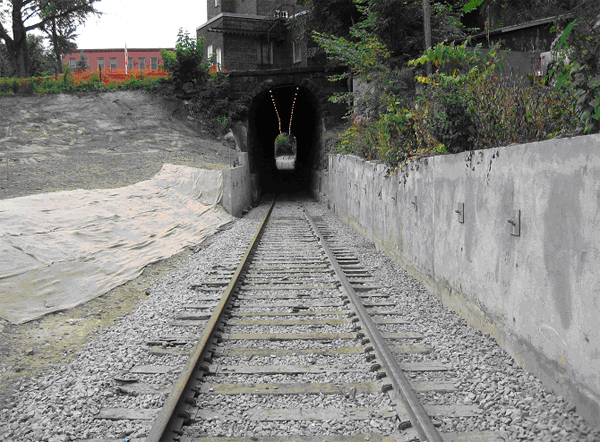
Nordportal des Tunnels in Bellows Falls, 2007.

Die Strecke verläuft auf ganzer Länge entlang des Connecticut River. Sie beginnt in Brattleboro auf der Vermonter Seite des Flusses. Durch die Lage im Flusstal ist sie recht kurvenreich, hat aber keine größeren Steigungen zu überwinden. Bei Bellows Falls befindet sich der größere der beiden Eisenbahntunnel Vermonts mit einer Länge von 281 Fuß (85,5 Meter). Er wurde 2007 umfangreich saniert. In Bellows Falls kreuzt die Bahnstrecke der Green Mountain Railroad niveaugleich, zu der auch Verbindungskurven bestehen. Unmittelbar nach der Kreuzung überquert die Strecke den Connecticut River und damit die Staatsgrenze nach New Hampshire. Bis zum Ende der Strecke bei Windsor verläuft sie nun am Ostufer des Flusses. Der einzige größere Knotenpunkt ist der Bahnhof Claremont, wo die Bahnstrecke Concord–Claremont einmündet. Unmittelbar vor dem Bahnhof Windsor überquert die Strecke den Connecticut River erneut. Hier befand sich bis 1988 die Eigentumsgrenze zwischen der Guilford Transportation und der Central Vermont und die Strecke geht hier in die CV-Stammstrecke Windsor–Burlington über.

## Personenverkehr
Der Fahrplan vom 28. September 1913 sah an Werktagen fünf und an Sonntagen drei Expresszüge auf der Strecke vor, darunter den Green Mountain Express New York City–Newport (Vermont) sowie drei Züge von New York nach Montreal. Dazu kam ein werktägliches Personenzugpaar, das nur zwischen Bellows Falls und Claremont verkehrte sowie zwei Personenzugpaare an Werktagen und eines an Sonntagen zwischen Brattleboro und Bellows Falls. Die Reisezeit zwischen Brattleboro und Windsor betrug je nach Aufenthalt in Bellows Falls und Claremont zwischen 81 und 150 Minuten, meist jedoch um 100 Minuten.
Nach dem Fahrplan vom 15. Januar 1934 fuhren damals wie schon 1913 noch fünf Züge an Werktagen sowie drei an Sonntagen, darunter der Dartmouth New York City–White River Junction und zwei tägliche Züge zwischen New York und Montreal. Die Reisezeit betrug zwischen 71 und 90 Minuten.
Der Fahrplan vom 25. Oktober 1964 bietet nur noch zwei täglich verkehrende Expresszüge, den Washingtonian/Montrealer, der die Relation Washington–Montreal befuhr und später durch die Amtrak übernommen wurde, sowie den Ambassador, der zwischen New York und Montreal verkehrte. Die Reisezeit zwischen Brattleboro und Windsor belief sich damals auf 64 bis 68 Minuten.
2009 befährt der Vermonter St. Albans–Washington die Strecke. Er hält in Brattleboro, Bellows Falls, Claremont und Windsor und verkehrt täglich. Mit 68 bis 70 Minuten hat sich die Reisezeit gegenüber 1964 kaum verändert.